# サマエル・アウン・ベオール

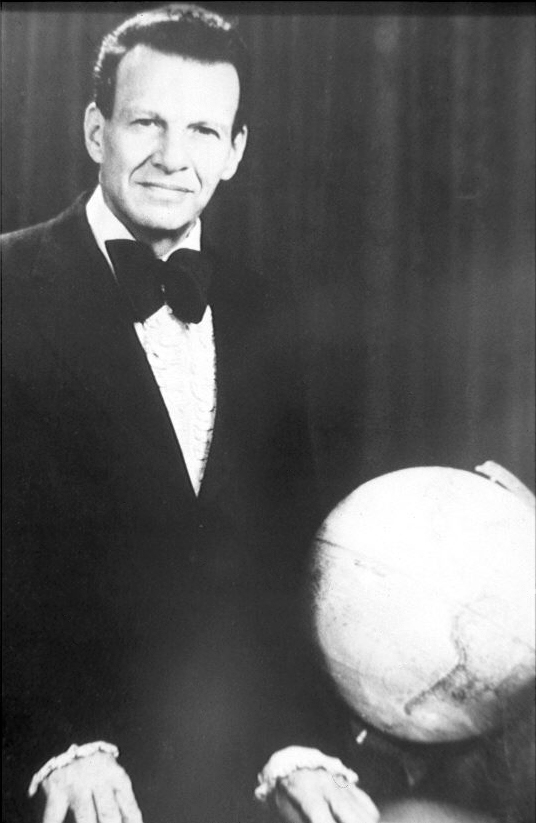
サマエル・アウン・ベオール

サマエル・アウン・ベオール（西: Samael Aun Weor、1917年3月6日 - 1977年12月24日）は、ラテンアメリカで活動したスピリチュアル系の著作家。

## 著書
- 『ノーシス心理革命』 新泉社
- 『ノーシス意識革命』 新泉社
- 『完全なる結婚』 ノーシス書院
- 『黄色の書』 ノーシス書院